# Michel de Maulne
Pour les articles homonymes, voir Maulne (homonymie).
Michel de Maulne est un poète, acteur et metteur en scène français.

## Biographie
Initialement comédien, Michel de Maulne se dirige vers la poésie et la chanson à partir de 1969. Il monte des spectacles poétiques pour le Bateau ivre et le Lapin Agile.
Il crée à partir de 1974 et dirige ensuite la compagnie L'Athanor. De 1990-1991 à 2007, il est directeur de la Maison de la Poésie, créée en 1983 par Pierre Seghers, Pierre Emmanuel et Jacques Chirac, alors maire de Paris, au Forum des Halles. Il l'installe en 1995 au Théâtre Molière, à Paris où elle est dirigée ensuite par Claude Guerre, nommé en 2006, puis depuis mars 2013 par Olivier Chaudenson, nommé en octobre 2012.
Il est un des fondateurs en 2002 du festival de poésie Cap à l'est à Banská Štiavnica en Slovaquie centrale, créé avec notamment Bernard Noël et Albert Marenčin.

## Mise en scène
Source : Théâtre on line
- KZ oratorio de János Pilinszky
- Panégyrique de Michel Archange de Bernard Manciet
- Aurélia de Gérard de Nerval
- La Légende des siècles de Victor Hugo
- Enfer et Illuminations d’Arthur Rimbaud
- Don Juan de Pouchkine
- La Fundadora de Jean-Claude Renard
- Les Cenci d’Antonin Artaud, musique de Gérard Pape
- Sapho lit Baudelaire, Rilke, Lorca et Monsieur Plume
- La Vita Nova de Dante
- Hugo, la Voix du peuple
- L’Étrangère de Jean-Claude Brisville
- Quatre Quatuors de T.S. Eliot
- Je, François Villon
- Traité de théologie de Czesław Miłosz
- Judith de Claude-Henri Rocquet
- Oser le poème de Dominique Sanda.

Parmi les autres spectacles accueillis à la Maison de la Poésie, on peut relever :
- Dialoguer Interloquer de Gao Xingjian avec Michael Lonsdale sous la direction de l’auteur